# Ferdinand Glaser (Fußballspieler)
Ferdinand Glaser (* 25. Juli 1954 in Schwandorf; † 19. August 2014 in Regensburg) war ein deutscher Fußballspieler und -trainer. Für den 1. FC Nürnberg absolvierte er in der Fußball-Bundesliga vier Spiele.

## Karriere
Glaser spielte in seiner Jugend beim ASV Fronberg und 1. FC Amberg. Ab 1975 spielte er fünf Jahre für den 1. FC Schwandorf in der Bezirksliga und der Landesliga. Von dort ging Glasers Karriere steil nach oben; er wechselte nach Bemühungen von Fritz Popp 1980 zu den Amateuren des 1. FC Nürnberg, für die er die nächsten zwei Jahre auflief. Zudem kam er in der Saison 1981/82 zu vier Einsätzen in der Bundesliga. Nach der Saison versuchte Nürnberg, Glaser zusammen mit Richard Vollath zum österreichischen Erstligisten Austria Klagenfurt abzugeben. Der Transfer scheiterte unter mysteriösen Umständen; anschließend wurde Glasers Vertrag beim Club im Einvernehmen aufgelöst. Er erhielt unterschiedliche Angebote; zuletzt schlug er ein Angebot von Memphis America aus, in den USA Hallenfußball zu spielen, um in der Nähe seiner Familie zu bleiben. Er heuerte für zwei Jahre bei der SpVgg Fürth an. Er spielte 36-mal in der 2. Bundesliga, stieg ab und stellte sein Können für ein Jahr in der Bayernliga unter Beweis. Danach spielte er wieder für den 1. FC Amberg, mit dem er 1986 noch einmal in die Bayernliga aufstieg.
Nach seiner aktiven Zeit war Glaser als Trainer aktiv, zunächst für den 1. FC Schwandorf und SG Post/Süd Regensburg. Mit dem FC Linde Schwandorf wurde er Vizemeister in der Landesliga und scheiterte nur knapp am Aufstieg in die Bayernliga.

## Sonstiges
Vor seiner Karriere als Fußballspieler absolvierte Glaser eine Ausbildung zum Industriekaufmann. In diesem Beruf machte er sich nach seiner Karriere in Schwandorf selbständig. Nebenbei schrieb er unter dem Namen Bernd Beinschuss satirische Texte für die Mittelbayerische Zeitung.
Am 19. August 2014 starb Glaser in einer Regensburger Klinik.